# Струнный квартет № 2 (Чайковский)
Струнный квартет № 2 — произведение П. И. Чайковского, сочинённое в декабре 1873 — январе 1874 года.

## История создания и исполнений
Композитор начал работу над струнным квартетом не ранее конца декабря 1873 года. «Я помню, что в бытность мою тогда на святках в Москве, — вспоминает М. И. Чайковский, — я слышал, как он разрабатывал первую тему первого аллегро, кстати сказать, мне тогда очень не понравившуюся». Спустя месяц произведение было завершено: 26 января (7 февраля) 1874 года Чайковский сообщил брату Анатолию, что «написал новый квартет», который в скором времени будет исполнен «на вечере у Рубинштейна». Когда состоялся этот вечер, в точности не известно, однако имеется информация, что новое произведение Чайковского прозвучало на нём в исполнении Ф. Лауба (скрипка), И. Гржимали (скрипка), Ю. Г. Гербера (альт) и В. Фитценхагена (виолончель). Эти же музыканты приняли участие и в первом исполнении квартета для широкой публики, которое состоялось 10 (22) апреля 1874 года в Москве.
Квартет получил посвящение великому князю Константину Николаевичу, который в 1873 году стал председателем Русского музыкального общества. Вскоре после упомянутого события Чайковский был на приёме у князя, и тот оказал композитору очень доброжелательный приём.

## Критика
Произведение Чайковского встретило радушный приём у слушателей: «Музыкальный листок» отмечал, что премьера квартета прошла «с большим и вполне заслуженным успехом». Это мнение разделяли как исполнители, так и сам автор музыки, который 29 октября (10 ноября) 1874 года писал М. И. Чайковскому: «Я очень рад, что тебе, Малозёмовой и вообще сочувствующим мне понравился мой Второй квартет. Я считаю его лучшим своим сочинением». Вместе с тем, известно, что А. Г. Рубинштейн, познакомившийся с музыкой квартета ещё на вечере у своего брата, отнёсся к новинке отрицательно. «Всё время, пока музыка продолжалась, — вспоминает Н. Д. Кашкин, — Антон Григорьевич слушал с мрачным, недовольным видом и по окончании, со свойственной беспощадной откровенностью, сказал, что это совсем не квартетный стиль, что он совсем не понимает сочинения и проч.».

## Отражение в искусстве
- Тема из 3-й части квартета была использована Родионом Щедриным в музыке к балету «Анна Каренина», где стала одним из лейтмотивов главной героини[7].